# Golf Club Punta Ala
Der Golf Club Punta Ala ist einer der ältesten und schwierigsten Golfplätze Italiens. Er befindet sich in der südlichen Toskana bei Punta Ala.

## Geschichte
Im Jahr 1962 begann man mit der Konstruktion des Golfplatzes, der in den Hang eines zum Meer hin abfallenden, bewaldeten Hügels platziert wurde. Auf einem Gebiet von 60 Hektar wurde der Wald gerodet, nur einige besonders eindrucksvolle Bäume verblieben als spezielle Hindernisse auf den Fairways. Da man den Platz also quasi aus der dichten Vegetation herausschnitt, entfiel auch das sonst übliche jahrelange „Einwachsen“, ohne das ein Golfplatz in seinem Anfangsstadium kahl und eher langweilig wirkt.
Der Platz konnte bereits 1964 eröffnet werden, obwohl man für damalige Verhältnisse sehr aufwändig baute. So fielen insgesamt 200.000 m3 Aushub an, es wurden 3 km Drainagerohre in 5 km Gräben verlegt und das Bewässerungssystem bestand aus 450 Regnern bei 16.000 m Rohrleitungen. Nach Angaben des Clubs soll es sich um das erste vollautomatische Bewässerungssystem dieser Art im damaligen Europa gehandelt haben. 1992 wurde es modernisiert und auf Computersteuerung umgestellt.
Die Grüns wurden mit Agrostis-Gräsern eingesät, die Fairways bestehen aus einer Bermudasorte. Landschaftlich wird der Golfplatz allgemein gelobt, da er spektakuläre Blicke auf das Meer und die Insel Elba erlaubt und durch die mediterrane Vegetation (Pinien, Stein- und Korkeichen, Erdbeerbäume, Stechpalmen) beeindruckt. Nach Angaben des Clubs soll der Platz einmal von ausländischen Journalisten in technischer und optischer Hinsicht zur Nummer 5 in Europa gewählt worden sein.

## Golferische Aspekte

### Charakter
Punta Ala ist einer der schwierigsten Plätze Italiens, was man nicht nur am Course Rating und Slope-Wert ablesen kann, sondern auch daran, dass der von Alessandro Tadini gehaltene Platzrekord bei nur 69, also drei unter Par, liegt. Normalerweise fallen enge Golfplätze auf schwierigem Terrain eher kurz aus, eben weil das Gelände keine langen Bahnen hergibt und die Plätze auch für Durchschnittsgolfer spielbar sein sollen. In Punta Ala ist dies anders, dort wurden lange und verwinkelte Bahnen in enge Waldschneisen gelegt und schwer einzuschätzende Grünkomplexe hinzugefügt.
Dazu ist der Platz sehr anstrengend, denn die Löcher führen abwechselnd vom Clubhaus den Hügel hinunter ans Meer und dann gleich wieder hinauf. Die meisten Schläge müssen daher bergauf oder bergab gespielt werden und zusätzlich noch aus einer Schräglage, da viele Fairways auch seitlich abfallen. Diese starke Ondulation des Terrains, das oft auch optisch schwer einzuschätzen ist, gepaart mit der Länge der Bahnen ist sicherlich der Hauptgrund für den hohen Schwierigkeitsgrad. Auf Wasserhindernisse und aufwändige Bunkerlandschaften konnte man daher verzichten, diese hätten aber ohnehin nicht zum Erscheinungsbild einer Waldlandschaft gepasst.

### Besondere Landmarken
Eine Schlucht zieht sich quer durch den Golfplatz und muss an einigen Stellen überspielt werden. Der Golfer selbst überquert sie dann mit Hilfe von hohen und relativ schmalen, gelegentlich schwankenden Metallbrücken. Das Kastell von Punta Ala ist von Abschlag 17 aus zu sehen und gibt die ideale Spiellinie an. Das Clubhaus befindet sich am höchsten Punkt des Golfplatzes und bietet von der Terrasse aus auch für Nichtgolfer den bekannten Panoramablick auf das Meer.

## Bilder

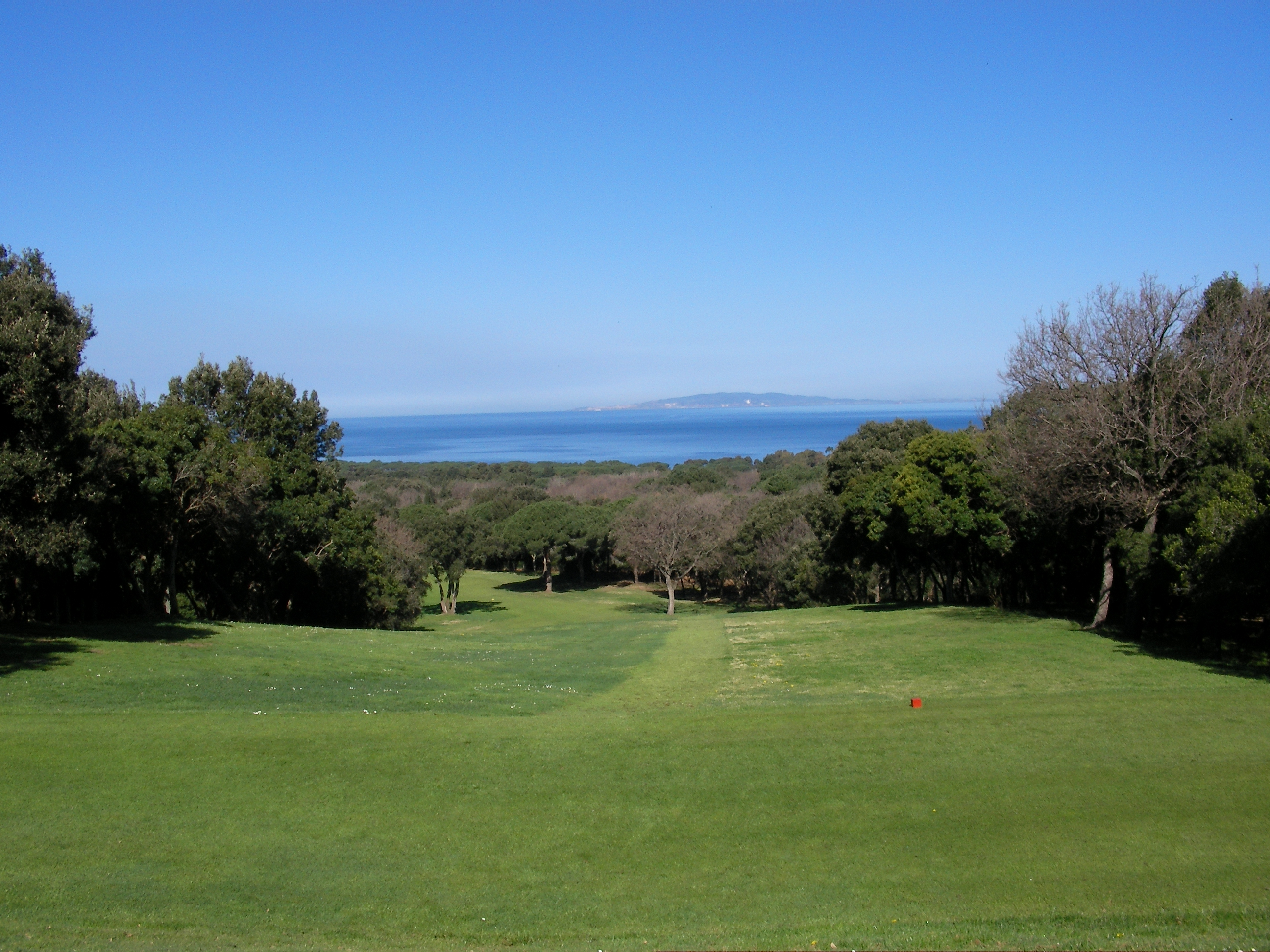
Das Gelände fällt vom ersten Abschlag steil ab. Den Knick nach links muss man genau treffen, sonst versperren Bäume den Weg.
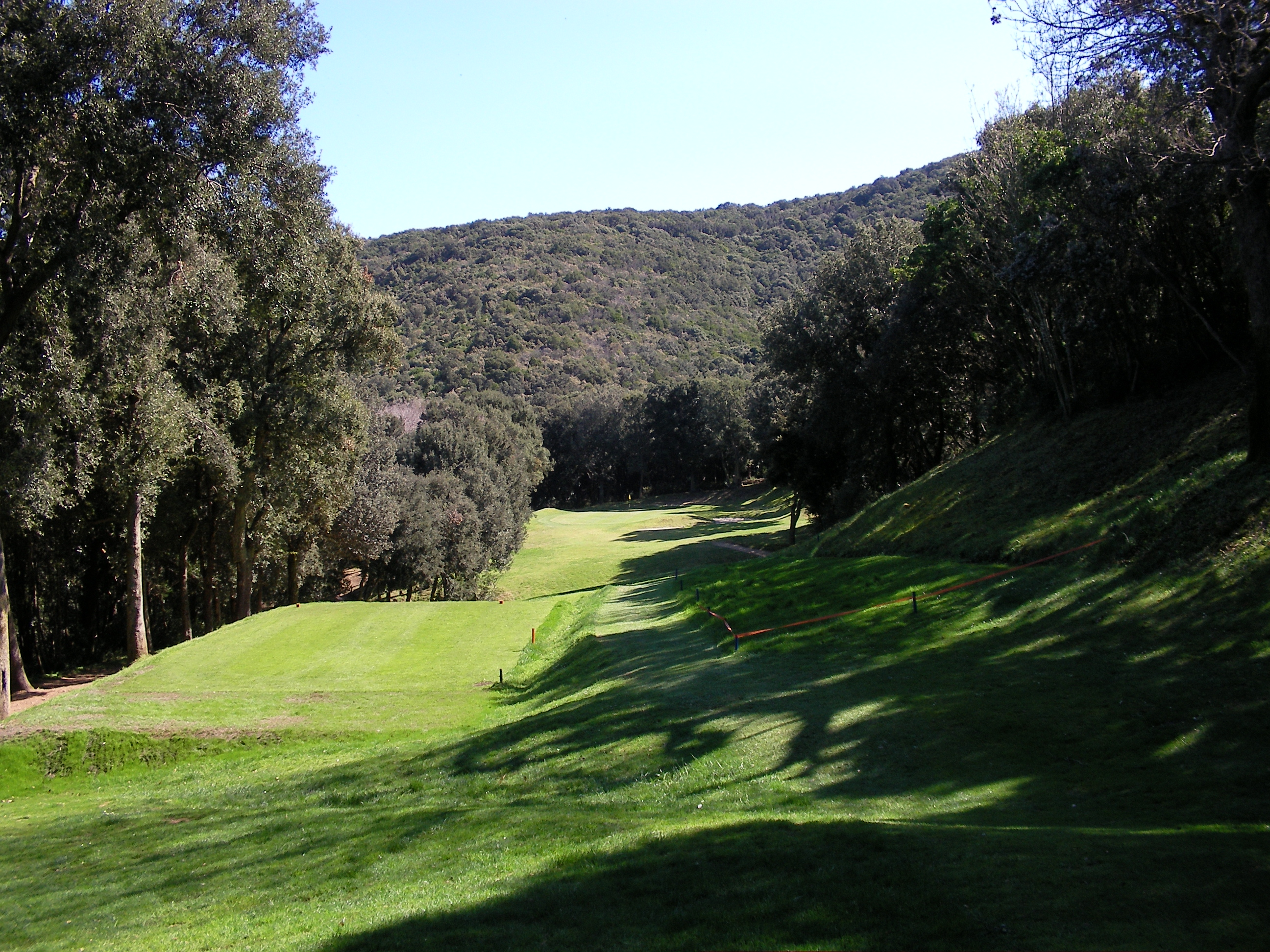
Loch 6 ist ein langes und enges Par 3 durch eine Waldschneise.
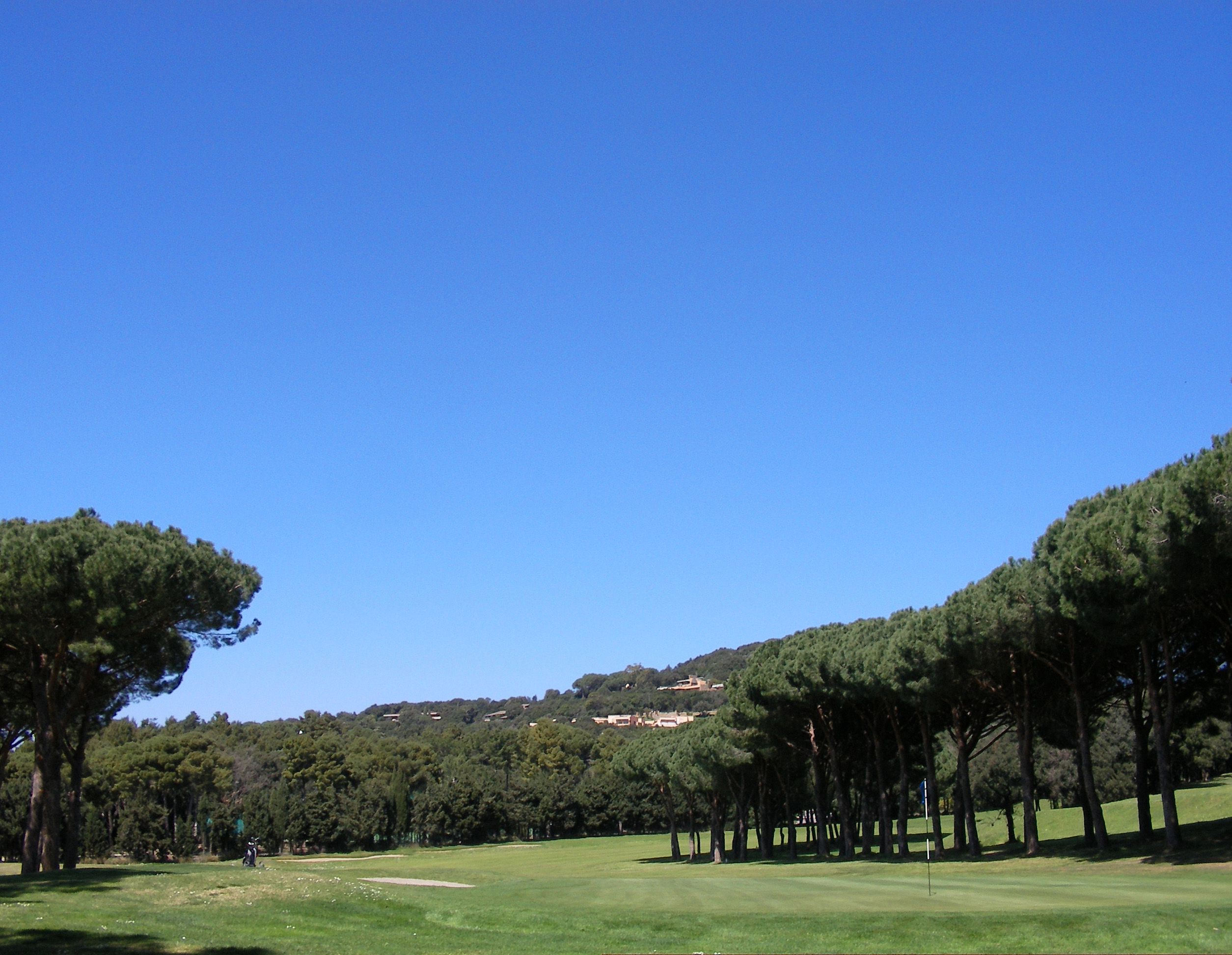
Pinien an Loch 14.
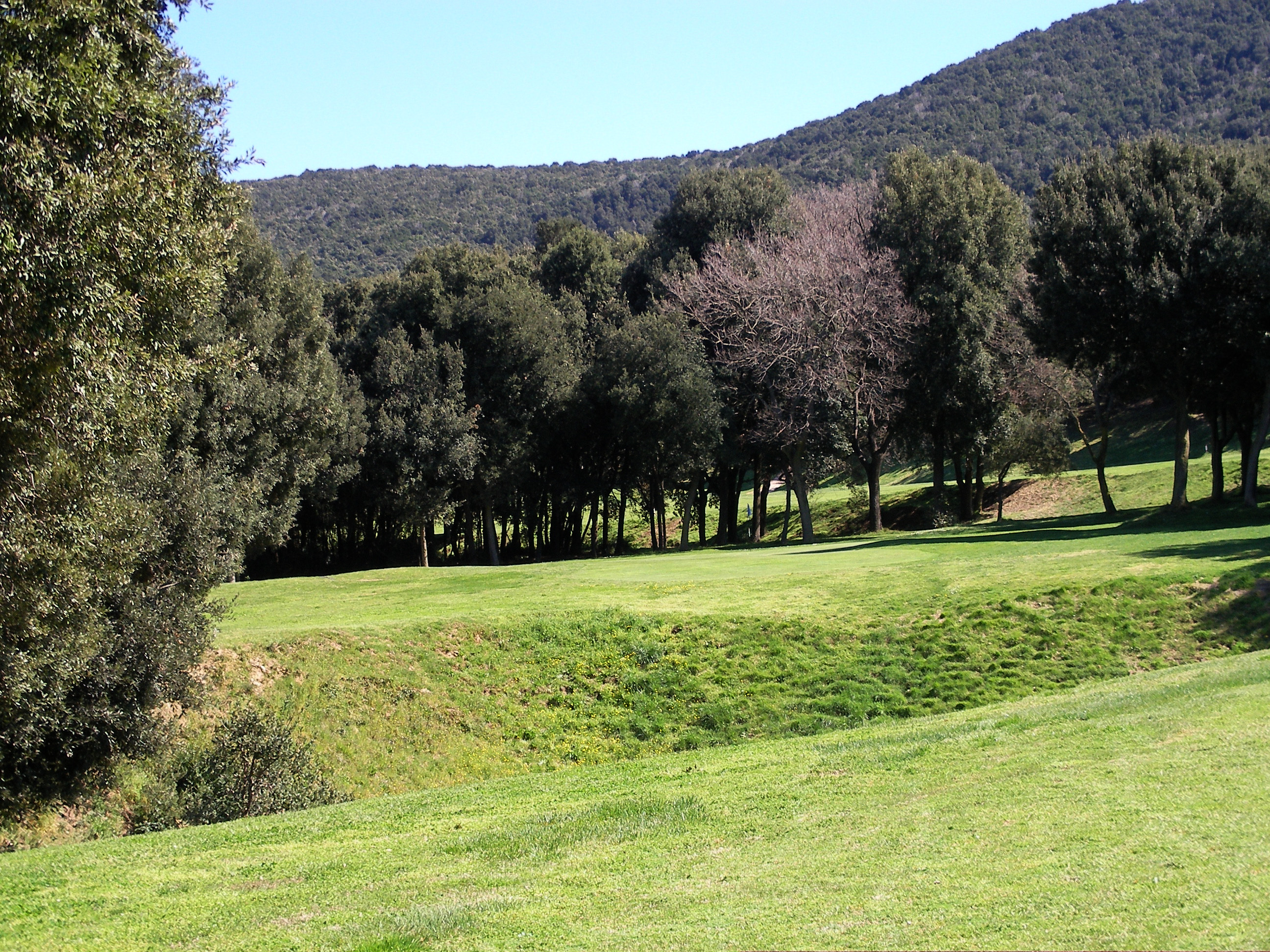
Eine Schlucht versperrt den Weg zu Grün 16.
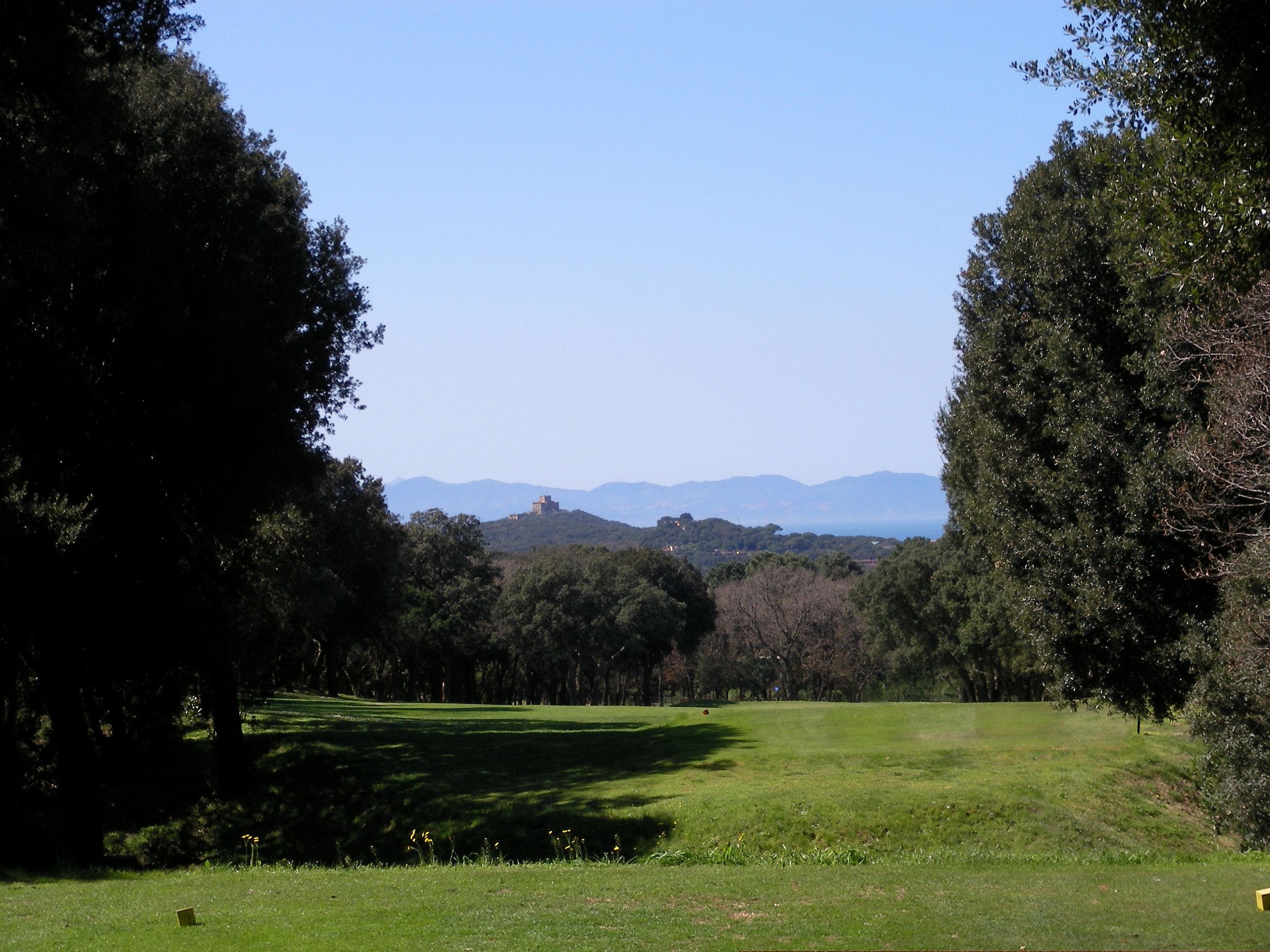
Blick von Abschlag 17 auf das Kastell von Punta Ala.